# Сант'Иларио д'Енца
Сант'Ила̀рио д'Ѐнца (на италиански: Sant'Ilario d'Enza, на местен диалект Sant'Ilâri, Сант'Илари) е град и община в северна Италия, провинция Реджо Емилия, регион Емилия-Романя. Разположен е на 59 m надморска височина. Населението на общината е 11 081 души (към 2013 г.).